# WISE 1952+7240
WISE 1952+7240 (= EQ J1952+7240) is een bruine dwerg met een spectraalklasse van T4. De ster bevindt zich 44,4 lichtjaar van de zon.